# باتريك بيرارد
باتريك بيرارد (بالفرنسية: Patrick Berard)‏ هو راكب الكنو فرنسي، ولد في 10 ديسمبر 1959.

## وصلات خارجية
- باتريك بيرارد على موقع أوليمبيديا (الإنجليزية)